# Ectobius ticinus
Ectobius ticinus es una especie de cucaracha del género Ectobius, familia Ectobiidae.

## Distribución
Esta especie se encuentra en Suiza e Italia.